# Rose Agatha Leon

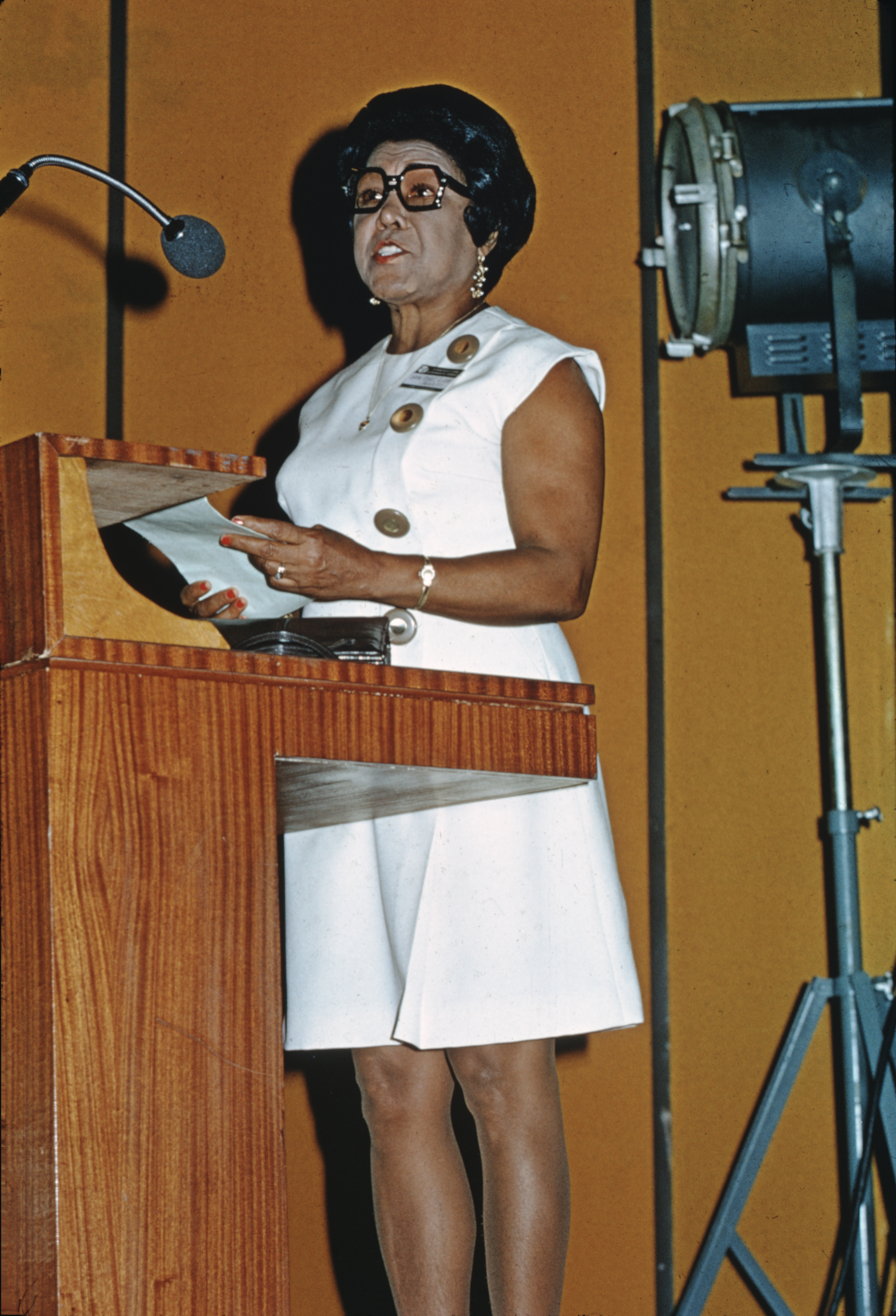
Rose Agatha Leon, 1975

Rose Agatha Leon (* 20. Oktober 1913 in Kingston; † 16. August 1999) war eine jamaikanische Unternehmerin, Politikerin der Jamaica Labour Party (JLP) sowie der People’s National Party (PNP) sowie die erste Frau, die Vorsitzende einer Partei des Landes wurde und ein Ministeramt in Jamaika übernahm.

## Biografie

### Politische Laufbahn in der JLP und erste Ministerin Jamaikas
Rose Agatha Leon wuchs in Kingston auf und begann nach dem Besuch der Wolmer’s Girls School ein Studium an der Abyssinian School of Cosmetic Chemistry in den Vereinigten Staaten. Nach ihrer Rückkehr nach Jamaika begründete sie mit ihrem Ehemann Arthur Leon die Leon School of Beauty Culture, entwarf dort eine Serie von einheimischen Schönheitsprodukten und wurde damit eine der ersten Geschäftsfrauen Jamaikas.
Während des Zweiten Weltkrieges begann sie auch ihre politische Laufbahn in einer Zeit als die beiden führenden Parteien, die 1938 von Norman Washington Manley gegründete People’s National Party und die 1943 von Alexander Bustamante ins Leben gerufene Jamaica Labour Party noch in ihren Anfängen lagen. Sie trat dabei zunächst der JLP bei, wurde 1948 geschäftsführende Vorsitzende (Chairwoman) der Partei und damit als erste Frau in der Führung einer Partei in der Karibik auch enge Mitarbeiterin Bustamantes während der Zeit der wachsenden politischen Selbstverwaltung. Das Amt der geschäftsführenden Parteivorsitzenden bekleidete sie bis 1960 und wurde 1949 zum Mitglied des Repräsentantenhauses gewählt und vertrat dort den Wahlkreis St Andrew Western.
Am 5. Mai 1953 berief sie Chefminister Bustamante zur Ministerin für Gesundheit, Wohnungsbau und Arbeit in sein Kabinett und somit zur ersten Ministerin Jamaikas. Dieses Amt bekleidete sie bis zur Niederlage der JLP am 2. Februar 1955.
Nach den Wahlen 1955 kam es zu einem Eklat: Zwar hatte sie in ihrem Wahlkreis erneut gewonnen, allerdings kam es aufgrund einer Rede zur Unterstützung ihres Parteifreundes George Peryer zu einer Petition des unterlegenen Gegners von Peryer und Kandidaten der PNP, Percy Broderick Sr. Diese fühlte sich durch die Rede Leons in seinen Wahlchancen beeinträchtigt, woraufhin die Wahlsiege von Leon und Peryer aufgrund des damals geltenden Wahlgesetzes aufgehoben wurden.

### Politische Laufbahn in der PNP und Ermordung
Aus Enttäuschung über die politische Haltung der JLP, die sich für den Austritt aus der Westindischen Föderation einsetzte, verließ sie 1960 die Partei und kandidierte bei den Wahlen am 10. April 1962 als Parteilose für das Repräsentantenhaus im Wahlkreis St Andrew West Rural. Dabei unterlag sie jedoch den Kandidaten von PNP und JLP und wurde kurz darauf Mitglied der PNP von Manley.
Nachdem sie zwischen 1971 und 1972 Vize-Bürgermeisterin von Kingston war, wurde sie nach dem Wahlsieg der PNP von Premierminister Michael Manley am 2. März 1972 zur Minister für Lokalverwaltung in dessen Regierung berufen. Dieses Amt bekleidete sie bis zum Verlust ihres Abgeordnetenmandats bei den Wahlen zum Repräsentantenhaus 1976 und war danach bis zum Ende von Manleys Amtszeit am 1. November 1980 Sonderberaterin des Ministers für soziale Angelegenheiten.
Nach ihrem Ausscheiden aus der Politik widmete sie sich wieder verstärkt ihren unternehmerischen Interessen und unterrichtete zugleich bis zu ihrem Tode an der Leon School of Beauty Culture. Rose Agatha Leon wurde bei einem Einbruch in ihrem Haus ermordet.